# وريد قطني صاعد
الوريد القطني الصاعد هو وريد يصعد خلال المنطقة القطنية على جانب العمود الفقري. تنجم أهميته عند انسداد الوريد الأجوف السفلي(Inferior vana cava) والذي سيقوم بدور قناة رديفة هامة بين القسم العلوي والسفلي للجسم. 

## تكوين الوريد
الوريد القطني الصاعد هو عبارة عن وريدين (على جانبي العمود الفقري). يبدأ الوريد من الأوردة العجزية الوحشية، ويصعد للأعلى ليقاطع الأوردة القطنية.
عندما يتحد الوريد القطني الصاعد مع وريد تحت الضلع، يصبح أحد التالي:
- وريد الفرد (في حالة الوريد القطني الصاعد الأيمن)
- وريد ردف الفرد (في حالة الوريد القطني الصاعد الأيسر)

## وصلات خارجية
- درسٌ تشريحي حول thoraxlesson5 مُعدٌ بواسطة ويسلي نورمان (جامعة جورجتاون). (postmediastinumlevel5)
- Ascending+lumbar+vein في قاموس إي ميديسين

- تشريح دارتموث figures/chapter_29/29-4.HTM

Gray's  anatomy, posterior abdominal wall